# Kofein
Kofein — спільний альбом українського рок-гурту «Тартак», фольклорного гурту «Гуляйгород» та студії «Кофеїн». За змістом цей альбоми повторює Гуляйгород, проте всі пісні звучать у новій версії. Також додано «bonus track» від «Кофеїну».

## Зміст
1. Ой Нема Того
2. Чорноморець
3. Рясна-Красна
4. Туман Яром
5. Приспівки
6. Ой Учора В Куми
7. Василиха
8. Калина-Малина
9. Сядай, Сядай
10. Тиха-тиха
11. Та Нема Гірш Нікому
12. Мій Народ
13. bonus track